# Ronny Rosenthal
Ronny Rosenthal (Haifa, 11 oktober 1963) is een  voormalig voetballer uit Israël, die na zijn profcarrière in dienst trad als spelersagent. Zijn bijnaam luidde Rocket Ronny.

## Clubcarrière
Rosenthal speelde voor onder meer Club Brugge, Standard Luik en Liverpool FC. Rosenthal speelde doorgaans op de linkervleugel of in de aanval. Rosenthal was een van de dertien buitenlandse voetballers die in actie kwamen op de allereerste speeldag van de Premier League op 15 augustus 1992. De anderen waren Jan Stejskal, Peter Schmeichel, Andrej Kantsjelskis, Roland Nilsson, Éric Cantona, Hans Segers, John Jensen, Anders Limpar, Gunnar Halle, Craig Forrest, Michel Vonk en Robert Warzycha.

## Interlandcarrière
Rosenthal speelde eveneens voor het nationale elftal van Israël. Hij speelde zestig interlands voor zijn vaderland, waarin hij elfmaal scoorde. Rosenthal speelde doorgaans op de linkervleugel of in de aanval.